# Puchar Czech w piłce siatkowej mężczyzn (2022/2023)
Puchar Czech w piłce siatkowej mężczyzn 2022/2023 (oficjalna nazwa ze względów sponsorskich: Chance Český pohár ve volejbalu mužů 2022/2023) – 31. sezon rozgrywek o siatkarski Puchar Czech zorganizowany przez Czeski Związek Piłki Siatkowej (Český volejbalový svaz, ČVS). Zainaugurowany został 17 września 2022 roku. W rozgrywkach brały udział kluby z extraligi, 1. ligi i 2. ligi.
Rozgrywki składały się z 1. rundy, 2. rundy, 1/8 finału, ćwierćfinałów oraz turnieju finałowego, w ramach którego rozegrano półfinały i finał.
Turniej finałowy odbył się w dniach 26-27 lutego 2023 roku w hali sportowej Klimeška w Kutnej Horze. Po raz jedenasty Puchar Czech zdobył VK Dukla Liberec, który w finale pokonał VK ČEZ Karlovarsko. MVP rozgrywek wybrany został Filip Gavenda.

## System rozgrywek
Rozgrywki o Puchar Czech w sezonie 2022/2023 składały się z: 1. rundy, 2. rundy, 1/8 finału, ćwierćfinałów oraz turnieju finałowego.
W 1. rundzie uczestniczyły zespoły grające w 1. i 2. lidze. Drużyny podzielone zostały na siedem grup (A-G), biorąc pod uwagę położenie geograficzne. W poszczególnych grupach zespoły rozegrały ze sobą po jednym spotkaniu. Zwycięzcy poszczególnych grup awansowali do 2. rundy.
W 2. rundzie do zwycięzców poszczególnych grup 1. rundy dołączyły zespoły z extraligi (z wyjątkiem półfinalistów Pucharu Czech w sezonie 2021/2022). Półfinaliści Pucharu Czech w sezonie 2021/2022 udział w rozgrywkach rozpoczęli od ćwierćfinałów. Zwycięzcy w parach ćwierćfinałowych awansowali do turnieju finałowego.
Turniej finałowy składał się z półfinałów i finału. Nie był grany mecz o 3. miejsce.
Przed każdą rundą odbywało się losowanie wyłaniające pary meczowe. W 2. rundzie do drużyn, które awansowały z 1. rundy, dolosowywane były (o ile to możliwe) zespoły z extraligi, natomiast w ćwierćfinałach do półfinalistów Pucharu Czech w sezonie 2021/2022 dolosowywane były zespoły, które awansowały z 1/8 finału.
W 2. rundzie gospodarzami meczów w parach były zespoły grające w niższej lidze, w pozostałych rundach gospodarzy wyłoniono w drodze losowania.
We wszystkich rundach o awansie w parze decydowało jedno spotkanie.

## Drużyny uczestniczące
| UNIQA extraliga (13 drużyn)   | UNIQA extraliga (13 drużyn) |
| ----------------------------- | --------------------------- |
| Aero Odolena Voda             | ćwierćfinał                 |
| Black Volley Beskydy          | półfinał                    |
| Kladno volejbal.cz            | ćwierćfinał                 |
| SKV Ústí nad Labem            | 2. runda                    |
| VK Benátky nad Jizerou        | 1/8 finału                  |
| VK ČEZ Karlovarsko            | finał                       |
| VK Dukla Liberec              | zwycięstwo                  |
| VK Euro Sitex Příbram         | 1/8 finału                  |
| VK Jihostroj České Budějovice | półfinał                    |
| VK Lvi Praha                  | ćwierćfinał                 |
| VK Ostrava                    | ćwierćfinał                 |
| Volejbal Brno                 | 1/8 finału                  |
| VSC Fatra Zlín                | 1/8 finału                  |

| 1. liga (9 drużyn)        | 1. liga (9 drużyn) |
| ------------------------- | ------------------ |
| Blue Volley Ostrava       | 1. runda           |
| TJ ČZU Praha              | 1. runda           |
| TJ Slavia Hradec Králové  | 2. runda           |
| TJ Sokol Bučovice         | 2. runda           |
| TJ Sokol Dobřichovice     | 2. runda           |
| TJ Spartak Velké Meziříčí | 2. runda           |
| USK Slavia Plzeň          | 2. runda           |
| VK EGE České Budějovice   | 1. runda           |
| VK Lvi Praha B            | 1. runda           |

| 2. liga (12 drużyn)  | 2. liga (12 drużyn) |
| -------------------- | ------------------- |
| SK Kojetín 2016      | 1. runda            |
| SKP Kometa Brno      | 1. runda            |
| TJ Holubice          | 2. runda            |
| TJ Sokol Brno – Jih  | 1. runda            |
| TJ Sokol Palkovice   | 1. runda            |
| TJ Sokol Pardubice I | 1. runda            |
| TJ Sokol Šlapanice   | 2. runda            |
| VK Choceň            | 1. runda            |
| VK Karlovarsko B     | 1. runda            |
| VK Malá Skála        | 1. runda            |
| Vlci Nový Jičín      | 1. runda            |
| VS Drásov            | 1. runda            |

## Rozgrywki

### 1. runda

#### Grupa A
Tabela
| Lp. | Drużyna               | Pkt | Mecze | Mecze   | Mecze   | Sety | Sety | Sety  | Małe punkty | Małe punkty | Małe punkty |
| Lp. | Drużyna               | Pkt | M     | W (3:2) | P (2:3) | wyg. | prz. | ratio | zdob.       | str.        | ratio       |
| --- | --------------------- | --- | ----- | ------- | ------- | ---- | ---- | ----- | ----------- | ----------- | ----------- |
| 1   | TJ Sokol Dobřichovice | 6   | 2     | 2 (0)   | 0 (0)   | 6    | 0    | MAX   | 150         | 120         | 1.250       |
| 2   | VK Malá Skála         | 3   | 2     | 1 (0)   | 1 (0)   | 3    | 4    | 0.750 | 173         | 176         | 0.983       |
| 3   | VK Lvi Praha B        | 0   | 2     | 0 (0)   | 2 (0)   | 1    | 6    | 0.167 | 163         | 190         | 0.858       |

Źródło: ČVS (cz.)
Punktacja: 3:0 i 3:1 – 3 pkt; 3:2 – 2 pkt; 2:3 – 1 pkt; 1:3 i 0:3 – 0 pkt
Zasady ustalania kolejności: 1. liczba punktów; 2. liczba zwycięstw; 3. stosunek setów; 4. stosunek małych punktów; 5. bilans w bezpośrednich meczach
Wyniki spotkań
| 17.09.2022 10:00 (UTC+2) | TJ Sokol Dobřichovice | 3:0 (25:23, 25:22, 25:17) | VK Lvi Praha B | Sportovní hala Bios, Dobřichovice |

| 17.09.2022 13:30 (UTC+2) | VK Lvi Praha B | 1:3 (34:32, 29:31, 13:25, 25:27) | VK Malá Skála | Sportovní hala Bios, Dobřichovice |

| 17.09.2022 17:00 (UTC+2) | TJ Sokol Dobřichovice | 3:0 (25:22, 25:19, 25:17) | VK Malá Skála | Sportovní hala Bios, Dobřichovice |

#### Grupa B
Tabela
| Lp. | Drużyna          | Pkt | Mecze | Mecze   | Mecze   | Sety | Sety | Sety  | Małe punkty | Małe punkty | Małe punkty |
| Lp. | Drużyna          | Pkt | M     | W (3:2) | P (2:3) | wyg. | prz. | ratio | zdob.       | str.        | ratio       |
| --- | ---------------- | --- | ----- | ------- | ------- | ---- | ---- | ----- | ----------- | ----------- | ----------- |
| 1   | USK Slavia Plzeň | 5   | 2     | 2 (1)   | 0 (0)   | 6    | 2    | 3.000 | 192         | 170         | 1.129       |
| 2   | TJ ČZU Praha     | 3   | 2     | 1 (1)   | 1 (1)   | 5    | 5    | 1.000 | 220         | 215         | 1.023       |
| 3   | VK Karlovarsko B | 1   | 2     | 0 (0)   | 2 (1)   | 2    | 6    | 0.333 | 154         | 181         | 0.851       |

Źródło: ČVS (cz.)
Punktacja: 3:0 i 3:1 – 3 pkt; 3:2 – 2 pkt; 2:3 – 1 pkt; 1:3 i 0:3 – 0 pkt
Zasady ustalania kolejności: 1. liczba punktów; 2. liczba zwycięstw; 3. stosunek setów; 4. stosunek małych punktów; 5. bilans w bezpośrednich meczach
Wyniki spotkań
| 17.09.2022 10:00 (UTC+2) | TJ ČZU Praha | 2:3 (31:33, 25:22, 25:22, 22:25, 11:15) | USK Slavia Plzeň | Sportcentrum Suchdol ČZU, Praga |

| 17.09.2022 13:30 (UTC+2) | USK Slavia Plzeň | 3:0 (25:16, 25:17, 25:23) | VK Karlovarsko B | Sportcentrum Suchdol ČZU, Praga |

| 17.09.2022 17:00 (UTC+2) | TJ ČZU Praha | 3:2 (23:25, 25:18, 18:25, 25:22, 15:8) | VK Karlovarsko B | Sportcentrum Suchdol ČZU, Praga |

#### Grupa C
Tabela
| Lp. | Drużyna                   | Pkt | Mecze | Mecze   | Mecze   | Sety | Sety | Sety  | Małe punkty | Małe punkty | Małe punkty |
| Lp. | Drużyna                   | Pkt | M     | W (3:2) | P (2:3) | wyg. | prz. | ratio | zdob.       | str.        | ratio       |
| --- | ------------------------- | --- | ----- | ------- | ------- | ---- | ---- | ----- | ----------- | ----------- | ----------- |
| 1   | TJ Spartak Velké Meziříčí | 6   | 2     | 2 (0)   | 0 (0)   | 6    | 0    | MAX   | 150         | 129         | 1.163       |
| 2   | VK EGE České Budějovice   | 2   | 2     | 1 (1)   | 1 (0)   | 3    | 5    | 0.600 | 179         | 193         | 0.927       |
| 3   | VK Choceň                 | 1   | 2     | 0 (0)   | 2 (1)   | 2    | 6    | 0.333 | 182         | 189         | 0.963       |

Źródło: ČVS (cz.)
Punktacja: 3:0 i 3:1 – 3 pkt; 3:2 – 2 pkt; 2:3 – 1 pkt; 1:3 i 0:3 – 0 pkt
Zasady ustalania kolejności: 1. liczba punktów; 2. liczba zwycięstw; 3. stosunek setów; 4. stosunek małych punktów; 5. bilans w bezpośrednich meczach
Wyniki spotkań
| 17.09.2022 10:00 (UTC+2) | TJ Spartak Velké Meziříčí | 3:0 (25:21, 25:23, 25:20) | VK Choceň | Sportovní hala ZŠ Komenského, Velké Meziříčí |

| 17.09.2022 13:30 (UTC+2) | VK Choceň | 2:3 (25:18, 25:21, 26:28, 30:32, 12:15) | VK EGE České Budějovice | Sportovní hala ZŠ Komenského, Velké Meziříčí |

| 17.09.2022 17:00 (UTC+2) | TJ Spartak Velké Meziříčí | 3:0 (25:23, 25:23, 25:19) | VK EGE České Budějovice | Sportovní hala ZŠ Komenského, Velké Meziříčí |

#### Grupa D
Tabela
| Lp. | Drużyna                  | Pkt | Mecze | Mecze   | Mecze   | Sety | Sety | Sety  | Małe punkty | Małe punkty | Małe punkty |
| Lp. | Drużyna                  | Pkt | M     | W (3:2) | P (2:3) | wyg. | prz. | ratio | zdob.       | str.        | ratio       |
| --- | ------------------------ | --- | ----- | ------- | ------- | ---- | ---- | ----- | ----------- | ----------- | ----------- |
| 1   | TJ Slavia Hradec Králové | 6   | 2     | 2 (0)   | 0 (0)   | 6    | 0    | MAX   | 150         | 108         | 1.389       |
| 2   | SKP Kometa Brno          | 2   | 2     | 1 (1)   | 1 (0)   | 3    | 5    | 0.600 | 161         | 164         | 0.982       |
| 3   | TJ Sokol Pardubice I     | 1   | 2     | 0 (0)   | 2 (1)   | 2    | 6    | 0.333 | 148         | 187         | 0.791       |

Źródło: ČVS (cz.)
Punktacja: 3:0 i 3:1 – 3 pkt; 3:2 – 2 pkt; 2:3 – 1 pkt; 1:3 i 0:3 – 0 pkt
Zasady ustalania kolejności: 1. liczba punktów; 2. liczba zwycięstw; 3. stosunek setów; 4. stosunek małych punktów; 5. bilans w bezpośrednich meczach
Wyniki spotkań
| 17.09.2022 10:00 (UTC+2) | TJ Slavia Hradec Králové | 3:0 (25:22, 25:17, 25:20) | TJ Sokol Pardubice I | Sportovní hala TJ Slavia, Hradec Králové |

| 17.09.2022 13:30 (UTC+2) | TJ Sokol Pardubice I | 2:3 (12:25, 27:25, 18:25, 25:22, 7:15) | SKP Kometa Brno | Sportovní hala TJ Slavia, Hradec Králové |

| 17.09.2022 17:00 (UTC+2) | TJ Slavia Hradec Králové | 3:0 (25:18, 25:14, 25:17) | SKP Kometa Brno | Sportovní hala TJ Slavia, Hradec Králové |

#### Grupa E
Tabela
| Lp. | Drużyna             | Pkt | Mecze | Mecze   | Mecze   | Sety | Sety | Sety  | Małe punkty | Małe punkty | Małe punkty |
| Lp. | Drużyna             | Pkt | M     | W (3:2) | P (2:3) | wyg. | prz. | ratio | zdob.       | str.        | ratio       |
| --- | ------------------- | --- | ----- | ------- | ------- | ---- | ---- | ----- | ----------- | ----------- | ----------- |
| 1   | TJ Sokol Šlapanice  | 5   | 2     | 2 (1)   | 0 (0)   | 6    | 3    | 2.000 | 214         | 186         | 1.151       |
| 2   | VS Drásov           | 4   | 2     | 1 (0)   | 1 (1)   | 5    | 4    | 1.250 | 206         | 198         | 1.040       |
| 3   | TJ Sokol Brno – Jih | 0   | 2     | 0 (0)   | 2 (0)   | 2    | 6    | 0.333 | 162         | 198         | 0.818       |

Źródło: ČVS (cz.)
Punktacja: 3:0 i 3:1 – 3 pkt; 3:2 – 2 pkt; 2:3 – 1 pkt; 1:3 i 0:3 – 0 pkt
Zasady ustalania kolejności: 1. liczba punktów; 2. liczba zwycięstw; 3. stosunek setów; 4. stosunek małych punktów; 5. bilans w bezpośrednich meczach
Wyniki spotkań
| 17.09.2022 10:00 (UTC+2) | VS Drásov | 3:1 (25:20, 23:25, 25:18, 25:21) | TJ Sokol Brno – Jih | Hala u ZŠ TGM Drásov, Drásov |

| 17.09.2022 13:30 (UTC+2) | TJ Sokol Brno – Jih | 1:3 (27:25, 15:25, 20:25, 16:25) | TJ Sokol Šlapanice | Hala u ZŠ TGM Drásov, Drásov |

| 17.09.2022 17:00 (UTC+2) | VS Drásov | 2:3 (25:22, 21:25, 20:25, 26:24, 16:18) | TJ Sokol Šlapanice | Hala u ZŠ TGM Drásov, Drásov |

#### Grupa F
Tabela
| Lp. | Drużyna             | Pkt | Mecze | Mecze   | Mecze   | Sety | Sety | Sety  | Małe punkty | Małe punkty | Małe punkty |
| Lp. | Drużyna             | Pkt | M     | W (3:2) | P (2:3) | wyg. | prz. | ratio | zdob.       | str.        | ratio       |
| --- | ------------------- | --- | ----- | ------- | ------- | ---- | ---- | ----- | ----------- | ----------- | ----------- |
| 1   | TJ Sokol Bučovice   | 5   | 2     | 2 (1)   | 0 (0)   | 6    | 2    | 3.000 | 186         | 167         | 1.114       |
| 2   | SK Kojetín 2016     | 3   | 2     | 1 (0)   | 1 (0)   | 3    | 4    | 0.750 | 150         | 167         | 0.898       |
| 3   | Blue Volley Ostrava | 1   | 2     | 0 (0)   | 2 (1)   | 3    | 6    | 0.500 | 197         | 199         | 0.990       |

Źródło: ČVS (cz.)
Punktacja: 3:0 i 3:1 – 3 pkt; 3:2 – 2 pkt; 2:3 – 1 pkt; 1:3 i 0:3 – 0 pkt
Zasady ustalania kolejności: 1. liczba punktów; 2. liczba zwycięstw; 3. stosunek setów; 4. stosunek małych punktów; 5. bilans w bezpośrednich meczach
Wyniki spotkań
| 17.09.2022 9:00 (UTC+2) | SK Kojetín 2016 | 3:1 (16:25, 25:19, 25:23, 25:22) | Blue Volley Ostrava | Sportovní hala, Kojetín |

| 17.09.2022 13:00 (UTC+2) | TJ Sokol Bučovice | 3:2 (24:26, 25:21, 19:25, 25:23, 15:13) | Blue Volley Ostrava | Sportovní hala, Kojetín |

| 17.09.2022 17:00 (UTC+2) | SK Kojetín 2016 | 0:3 (15:25, 26:28, 18:25) | TJ Sokol Bučovice | Sportovní hala, Kojetín |

#### Grupa G
Tabela
| Lp. | Drużyna            | Pkt | Mecze | Mecze   | Mecze   | Sety | Sety | Sety  | Małe punkty | Małe punkty | Małe punkty |
| Lp. | Drużyna            | Pkt | M     | W (3:2) | P (2:3) | wyg. | prz. | ratio | zdob.       | str.        | ratio       |
| --- | ------------------ | --- | ----- | ------- | ------- | ---- | ---- | ----- | ----------- | ----------- | ----------- |
| 1   | TJ Holubice        | 6   | 2     | 2 (0)   | 0 (0)   | 6    | 0    | MAX   | 151         | 117         | 1.291       |
| 2   | Vlci Nový Jičín    | 3   | 2     | 1 (0)   | 1 (0)   | 3    | 3    | 1.000 | 130         | 135         | 0.963       |
| 3   | TJ Sokol Palkovice | 0   | 2     | 0 (0)   | 2 (0)   | 0    | 6    | 0.000 | 122         | 151         | 0.808       |

Źródło: ČVS (cz.)
Punktacja: 3:0 i 3:1 – 3 pkt; 3:2 – 2 pkt; 2:3 – 1 pkt; 1:3 i 0:3 – 0 pkt
Zasady ustalania kolejności: 1. liczba punktów; 2. liczba zwycięstw; 3. stosunek setów; 4. stosunek małych punktów; 5. bilans w bezpośrednich meczach
Wyniki spotkań
| 17.09.2022 10:00 (UTC+2) | Vlci Nový Jičín | 3:0 (25:21, 26:24, 25:14) | TJ Sokol Palkovice | Sportovní hala ABC, Nowy Jiczyn |

| 17.09.2022 13:30 (UTC+2) | TJ Sokol Palkovice | 0:3 (23:25, 21:25, 19:25) | TJ Holubice | Sportovní hala ABC, Nowy Jiczyn |

| 17.09.2022 17:00 (UTC+2) | Vlci Nový Jičín | 0:3 (24:26, 13:25, 17:25) | TJ Holubice | Sportovní hala ABC, Nowy Jiczyn |

### 2. runda
| 03.11.2022 19:00 (UTC+1) | TJ Slavia Hradec Králové | 0:3 (18:25, 26:28, 20:25) | Kladno volejbal.cz | Sportovní hala TJ Slavia, Hradec Králové Widzów: 320 Sędziowie: Tomáš Kohlmann i Štěpán Stehlíček |

| 12.10.2022 19:00 (UTC+2) | USK Slavia Plzeň | 0:3 (15:25, 18:25, 15:25) | Aero Odolena Voda | Centrum tělesné výchovy a sportu FPE ZČU, Pilzno Widzów: 80 Sędziowie: Tomáš Buchar i Martin Hanzelín |

| 11.10.2022 19:00 (UTC+2) | TJ Sokol Dobřichovice | 0:3 (22:25, 16:25, 21:25) | VK Euro Sitex Příbram | Sportovní hala Bios, Dobřichovice Widzów: 40 Sędziowie: Patrik Koutník i Ladislav Sazama |

| 12.10.2022 18:00 (UTC+2) | VK Benátky nad Jizerou | 3:1 (25:21, 25:23, 21:25, 25:23) | SKV Ústí nad Labem | Dražice aréna Nibe, Benátky nad Jizerou Widzów: 100 Sędziowie: Petr Dušek i Jan Poláček |

| 13.10.2022 19:30 (UTC+2) | TJ Spartak Velké Meziříčí | 1:3 (25:16, 17:25, 21:25, 19:25) | Volejbal Brno | Sportovní hala ZŠ Komenského, Velké Meziříčí Widzów: 50 Sędziowie: Jiří Olt i Petr Pochop |

| 12.10.2022 19:00 (UTC+2) | TJ Sokol Šlapanice | 1:3 (25:27, 18:25, 25:21, 8:25) | Black Volley Beskydy | Sportovní hala TJ Sokol Šlapanice, Šlapanice Widzów: 60 Sędziowie: Daniel Trumpeš |

| 13.10.2022 18:00 (UTC+2) | TJ Holubice | 1:3 (17:25, 25:23, 21:25, 18:25) | VSC Fatra Zlín | Sportovní hala, Holubice Widzów: 150 Sędziowie: Martin Možnár i Ladislav Němeček |

| 12.10.2022 19:00 (UTC+2) | TJ Sokol Bučovice | 0:3 (21:25, 23:25, 24:26) | VK Lvi Praha | Sportovní hala ZŠ 710, Bučovice Widzów: 20 Sędziowie: Miroslav Novák i Tomáš Ostranský |

### 1/8 finału
| 07.12.2022 17:30 (UTC+1) | Black Volley Beskydy | 3:2 (21:25, 25:21, 25:18, 18:25, 24:22) | VK Euro Sitex Příbram | Sportovní hala 6. ZŠ, Frydek-Mistek Widzów: 110 Sędziowie: Daniel Trumpeš i Petr Horký |

| 24.11.2022 18:00 (UTC+1) | Aero Odolena Voda | 3:0 (25:12, 25:12, 32:30) | Volejbal Brno | Sportovní hala, Odolena Voda Widzów: 231 Sędziowie: Michaela Hladišová i Patrik Koutník |

| 30.11.2022 18:00 (UTC+1) | VK Benátky nad Jizerou | 0:3 (19:25, 21:25, 14:25) | Kladno volejbal.cz | Dražice aréna Nibe, Benátky nad Jizerou Widzów: 95 Sędziowie: Jan Poláček i Jiří Olt |

| 08.01.2023 16:00 (UTC+1) | VSC Fatra Zlín | 0:3 (17:25, 18:25, 13:25) | VK Lvi Praha | Sportovní hala Datart, Zlin Sędziowie: Jiří Peloušek i Jan Slezák |

### Ćwierćfinały
| 19.01.2023 18:00 (UTC+1) | VK ČEZ Karlovarsko | 3:2 (25:21, 21:25, 25:22, 22:25, 17:15) | VK Lvi Praha | Hala míčových sportů, Karlowe Wary Widzów: 710 Sędziowie: Dušan Rychlík i Alexander Nedbálek |

| 25.01.2023 18:00 (UTC+1) | Aero Odolena Voda | 1:3 (20:25, 24:26, 25:23, 19:25) | VK Dukla Liberec | Sportovní hala, Odolena Voda Widzów: 187 Sędziowie: Matěj Dmejchal i Tomáš Buchar |

| 01.02.2023 18:00 (UTC+1) | VK Jihostroj České Budějovice | 3:0 (25:22, 25:16, 25:23) | Kladno volejbal.cz | Sportovní hala, Czeskie Budziejowice Widzów: 803 Sędziowie: Petr Dušek i Roman Marschner |

| 02.02.2023 17:00 (UTC+1) | VK Ostrava | 0:3 (18:25, 23:25, 22:25) | Black Volley Beskydy | Sportovní hala Sareza, Ostrawa Widzów: 180 Sędziowie: Vlastimil Kovář jr. i Lukáš Spáčil |

### Turniej finałowy

#### Półfinały
| 26.02.2023 16:00 (UTC+1) | Black Volley Beskydy | 0:3 (18:25, 19:25, 15:25) | VK Dukla Liberec | Sportovní hala Klimeška, Kutná Hora Widzów: 590 Sędziowie: Lukáš Spáčil i Emil Velinov |

| 26.02.2023 19:30 (UTC+1) | VK ČEZ Karlovarsko | 3:0 (25:18, 25:19, 25:21) | VK Jihostroj České Budějovice | Sportovní hala Klimeška, Kutná Hora Widzów: 650 Sędziowie: Zdeněk Grabovský i Petr Dušek |

#### Finał
| 27.02.2023 17:10 (UTC+1) | VK Dukla Liberec | 3:0 (25:23, 26:24, 28:26) | VK ČEZ Karlovarsko | Sportovní hala Klimeška, Kutná Hora Widzów: 820 Sędziowie: René Činátl i Jan Krtička |